# Михайличенко, Богдан Васильевич
Богда́н Васи́льевич Михайличе́нко (укр. Богдан Васильович Михайліченко; род. 21 марта 1997, Борисполь, Киевская область) — украинский футболист, защитник житомирского «Полесья» и сборной Украины.

## Клубная карьера
Заниматься футболом начинал в Борисполе, далее играл в ДЮФЛ за ФК «Княжа», откуда в 2010 году перешёл в киевское «Динамо». Первый тренер — Александр Курилко.

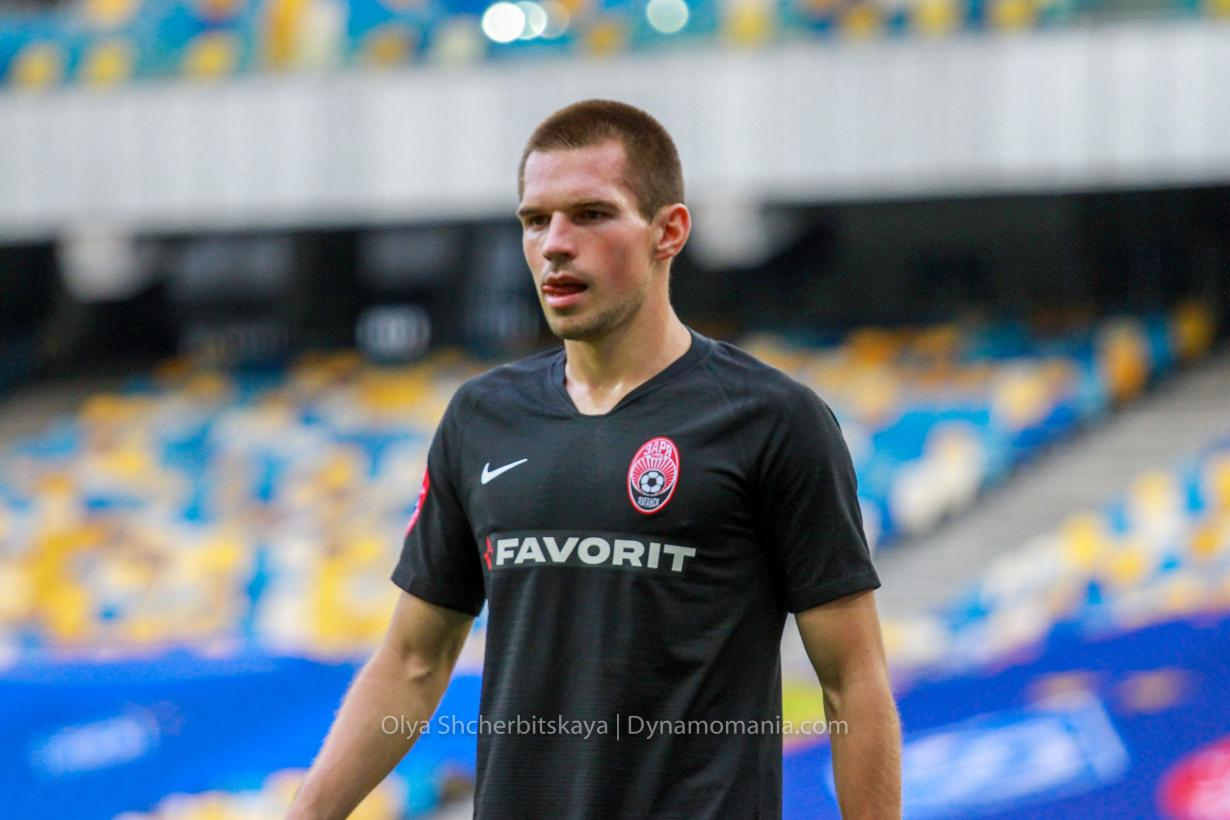
Михайличенко в составе «Зари»

С 2013 года привлекался к матчам юношеской та молодёжной команд киевлян. За первую клубную команду «Динамо» дебютировал 8 апреля 2015 года в домашнем матче 1/4 финала Кубка Украины против луганской «Зари» (2:0), в котором сыграл все 90 минут. Первую игру в Премьер-лиге провёл во Львове 24 мая 2015 против местных «Карпат» (1:0), заменив на 87-й минуте Джермейна Ленса.
В декабре 2017 года, вместе с Александром Тымчиком, на правах аренды перешёл в луганскую «Зарю».
27 июня 2019 года «Динамо» Киев и «Заря» объявили о трансфере, в рамках которого Александр Караваев перешёл в киевский клуб, а «Заря» получила взамен Богдана Михайличенко.
В августе 2020 года «Андерлехт» объявил о подписании четырёхлетнего контракта с футболистом. 16 августа в своём дебютном матче за новый клуб Богдан забил первый гол в составе брюссельцев, поразив ворота «Сент-Трюйдена».
27 июля 2022 года донецкий «Шахтёр» объявил о подписании арендного соглашения с футболистом на один год с правом выкупа.

## Карьера в сборной
Выступал за юношеские сборные Украины до 17 и до 18 лет, а также приглашался в сборную до 19 лет.
Первый матч в национальной сборной Украины сыграл 3 сентября 2020 года, выйдя в основном составе против сборной Швейцарии в Лиге наций 2020/2021. Смог отметиться результативными действиями, отдал голевую передачу на Александра Зинченко.

## Достижения
«Динамо» (Киев)
- Чемпион Украины: 2014/15
- Обладатель Кубка Украины: 2014/15

«Шахтёр» (Донецк)
- Чемпион Украины: 2022/23

### Личные
- Лучший игрок месяца чемпионата Украины (3): сентябрь 2019, декабрь 2019, март 2020

## Статистика

### Клубная
| Выступление         | Выступление      | Выступление      | Лига | Лига | Кубок страны | Кубок страны | Еврокубки | Еврокубки | Прочие | Прочие | Итого | Итого |    |   |
| Клуб                | Лига             | Сезон            | Игры | Голы | Игры         | Голы         | Игры      | Голы      | Игры   | Голы   | Игры  | Голы  |    |   |
| ------------------- | ---------------- | ---------------- | ---- | ---- | ------------ | ------------ | --------- | --------- | ------ | ------ | ----- | ----- | -- | - |
| Динамо (Киев)       | Премьер-лига     | 2014/15          | 1    | 0    | 1            | 0            | 0         | 0         | 0      | 0      | 2     | 0     |    |   |
| Динамо (Киев)       | Итого            | Итого            | 1    | 0    | 1            | 0            | 0         | 0         | 0      | 0      | 2     | 0     |    |   |
| → Сталь (Каменское) | Премьер-лига     | 2017/18          | 16   | 0    | 2            | 0            | 0         | 0         | 0      | 0      | 18    | 0     |    |   |
| → Сталь (Каменское) | Итого            | Итого            | 16   | 0    | 2            | 0            | 0         | 0         | 0      | 0      | 18    | 0     |    |   |
| → Заря (Луганск)    | Премьер-лига     | 2018/19          | 21   | 0    | 3            | 0            | 0         | 0         | 4      | 0      | 28    | 0     |    |   |
| → Заря (Луганск)    | Итого            | Итого            | 21   | 0    | 3            | 0            | 0         | 0         | 4      | 0      | 28    | 0     |    |   |
| Заря (Луганск)      | Премьер-лига     | 2019/20          | 29   | 3    | 1            | 0            | 0         | 0         | 5      | 0      | 35    | 3     |    |   |
| Заря (Луганск)      | Итого            | Итого            | 29   | 3    | 1            | 0            | 0         | 0         | 5      | 0      | 0     | 0     | 35 | 3 |
| Андерлехт           | Лига Жюпиле      | 2020/21          | 41   | 1    | 4            | 0            | 0         | 0         | 0      | 0      | 45    | 1     |    |   |
| Андерлехт           | Лига Жюпиле      | 2021/22          | 18   | 0    | 4            | 0            | 2         | 0         | 0      | 0      | 24    | 0     |    |   |
| Андерлехт           | Итого            | Итого            | 59   | 1    | 8            | 0            | 2         | 0         | 0      | 0      | 69    | 1     |    |   |
| → Шахтёр (Донецк)   | Премьер-лига     | 2022/23          | 25   | 2    | 0            | 0            | 7         | 0         | 0      | 0      | 32    | 2     |    |   |
| → Шахтёр (Донецк)   | Итого            | Итого            | 25   | 2    | 0            | 0            | 0         | 0         | 7      | 0      | 32    | 2     |    |   |
| Всего за карьеру    | Всего за карьеру | Всего за карьеру | 151  | 6    | 20           | 0            | 9         | 0         | 9      | 0      | 189   | 6     |    |   |

### Выступления за сборную
| № | Дата             | Оппонент  | Счёт | Голы | Пасы | Карточки | Минуты | Соревнование             |
| - | ---------------- | --------- | ---- | ---- | ---- | -------- | ------ | ------------------------ |
| 1 | 3 сентября 2020  | Швейцария | 2:1  | —    | 1    | —        | 90'    | Лига наций 2020/21 (А)   |
| 2 | 6 сентября 2020  | Испания   | 0:4  | —    | —    | —        | 90'    | Лига наций 2020/21 (А)   |
| 3 | 7 октября 2020   | Франция   | 1:7  | —    | —    | —        | 45'    | Товарищеский матч        |
| 4 | 11 ноября 2020   | Польша    | 0:2  | —    | —    | —        | 90'    | Товарищеский матч        |
| 5 | 14 ноября 2020   | Германия  | 1:3  | —    | —    | —        | 15'    | Лига наций 2020/21 (А)   |
| 6 | 31 марта 2021    | Казахстан | 1:1  | —    | —    | —        | 90'    | Отборочные матчи ЧМ-2022 |
| 7 | 21 сентября 2022 | Шотландия | 0:3  | —    | —    | —        | 90'    | Лига наций 2022/23 (В)   |

Итого: 6 матчей, 0 голов / 1 победа, 1 ничья, 4 поражения.